# CentraleSupélec
CentraleSupélec je sveučilište u Gif-sur-Yvetteu u Île-de-Franceu.
Škola je nastala 2015. spajanjem Supélec (službeno École supérieure d’électricité) i École Centrale Paris (službeno École centrale des arts et Manufactures). Pod zajedničkim su nadzorom ministra industrije i ministra za visoko obrazovanje, istraživanje i inovacije. Danas je to jedna od najodabranijih francuskih tehničkih škola.
Od listopada 2023. škola je partner IPSA-e za dvostruke diplome u zrakoplovstvu.

## Poznati maturanti
- Henri de Dion, francuski inženjer
- Jules Petiet, francuski inženjer strojarstva

## Poznati profesori
- Jean Baptiste Charles Belanger, francuski matematičar
- Auguste Perdonnet, francuski inženjer

## Vanjske poveznice
- CentraleSupélec